# アルメニア語版ウィキペディア
アルメニア語版ウィキペディア（アルメニアごばんウィキペディア、アルメニア語: Վիքիպեդիա）は、ウィキメディア財団が運営する多言語百科事典プロジェクト「ウィキペディア」のアルメニア語(アルメニア国内で話されている東アルメニア語)版である。
2003年2月3日に開始された。
また2019年4月4日に西アルメニア語版ウィキペディア（アルメニア語: Ուիքիփետիա）が開設された。

## 画像

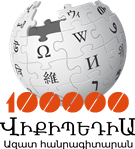
Armenian Wikipedia's 100,000 article logo (2 December 2013)